# 约翰·派博
约翰·史蒂芬·派博（英語：John Stephen Piper；1946年1月11日—）是美国明尼苏达州明尼阿波利斯伯利恒浸信会（Bethlehem Baptist Church）的主任牧师，也是一位多产的归正神學浸信宗作家。他的著名著作包括《带着耶稣圣旨出发》（What Jesus Demands from the World）、《神为祂荣耀的热情》（God's Passion for His Glory）、《活出热情》（Don't Waste Your Life）、《耶稣的受难》（The Passion of Jesus Christ）等。他成立的福音机构渴慕神，取名自他出版于1986年的书《十点十分的盛宴：基督徒快乐主义者的默想》（Desiring God: Meditations of a Christian Hedonist）。

## 生平
约翰·派博1946年出生于田纳西州查塔努加的一个信仰纯正的基督教家庭，父亲比尔·派博（Bill Piper）是一名巡回布道人。童年时代，派博一家人搬家到南卡罗来纳州的格林维尔。约翰·派博于1964—1968年就读于惠頓大學（Wheaton College），主修文学副修哲学。1968—1971年就读于福乐神学院（Fuller Theological Seminary），获道学学士学位。1971年留学西德的慕尼黑大学，主修新约研究，1974年获得神学博士学位。同年，派博博士回国，任教于貝塞爾大學（Bethel University），教授圣经研究。
1980年，约翰·派博受到神的呼召，来到明尼苏达州明尼阿波利斯的伯利恒浸信会担任牧师，一直至今。同时，派博也成为一位高产的神学作家。1994年，派博创立了名为渴慕神（Desiring God）的事工团体，通过广播、互联网、CD、DVD、电子书等渠道广传福音。

## 神学观点

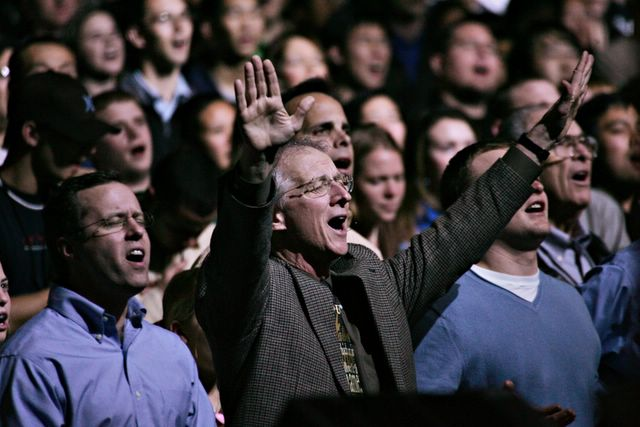
约翰·派博在伯利恒浸信会

总体而言，约翰·派博的神学观点受加尔文主义的影响深远。例如，他相信“无条件拣选”（Unconditional Election）与“双重预定论”（Double Pedestination），亦即上帝对于罪人的拣选是毫无条件的，祂的拣选并非因为人在伦理道德上的优点，也非祂预见了人将发生的信心，而是出于其自身的旨意；并且，在上帝定旨拯救已蒙拣选的人的同时，也允许其他人灭亡。此外，派博也强调因信称义。
约翰·派博的末世观是千禧年前论，认为在耶稣再临时将发生灾后被提（Post-Tribulation Rapture），彼时所有的死人也都将复活，信者获得永生，不信者接受审判。
约翰·派博提出了一个崭新的福音神学概念，称之为“基督教享樂主義”（Christian Hedonism）。这个观点是说，当我们以上帝为最大的满足，上帝就得着最大的荣耀。（God is most glorified in us when we are most satisfied in Him.）